# إيميليو إنسوي
إيميليو إنسوي لوبيز (بالإسبانية: Emilio Nsue López)‏ (مواليد 30 سبتمبر 1989) هو لاعب كرة قدم غيني استوائي في مركز الظهير الأيمن ويلعب أيضًا ك‍لاعب وسط أيمن.
بدأ إيميليو مشواره في ريال مايوركا، شارك في 153 مباراة خلال أربع مواسم من الدوري الإسباني، كما أعير لكلًا من ناديي ريال سوسيداد وكاستييون.
مثّل إنسوي منتخبات أسبانيا للشباب وتمكّن من الفوز ببطولة أوروبا تحت 19 سنة لعام 2007 وبطولة أوروبا تحت 21 سنة لعام 2011 وذهبية كرة القدم في دورة ألعاب البحر الأبيض المتوسط 2009.
وفي 2013، بدأ مشواره مع منتخب غينيا الاستوائية، وتلى ذلك بعامين مشاركته في كأس الأمم الأفريقية 2015.

## مسيرته الكروية
لعب إيميليو إنسوي خلال مسيرته الاحترافية مع 8 أندية في ثمانية عشر موسمًا وسجل خلالها 67 هدفًا ضمن 414 مباراة. ولم يفز بأي موسم بالكأس وفاز في موسمين بالدوري.
خاض إيميليو إنسوي مسيرته مع نادي ريال مايوركا ب في موسم 2005–06 واستمر معه طيلة ثلاثة مواسم، مشاركًا في 55 مباراة سجل خلالها 26 هدفًا. ثم انتقل إلى نادي ريال مايوركا في موسم 2007–08 في المرة الأولى لمدة موسم واحد ثم في موسم 2010–11 ليلعب معه أربعة مواسم، حيث شارك طوالها في 142 مباراة سجل خلالها 13 هدفًا. لينتقل بعدها إلى نادي كاستييون في موسم 2008–09 لمدة موسم واحد، مشاركًا في 38 مباراة سجل خلالها 7 أهداف. ثم انتقل إلى نادي ريال سوسيداد في موسم 2009–10 لمدة موسم واحد، مشاركًا في 33 مباراة سجل خلالها 6 أهداف. هذا وانتقل لاحقًا إلى نادي ميدلزبره في موسم 2014–15 واستمر معه طيلة ثلاثة مواسم، مشاركًا في 70 مباراة سجل خلالها 3 أهداف. ثم انتقل بعدها إلى نادي برمنغهام سيتي في موسم 2016–17 ولمدة موسمين، مشاركًا في 36 مباراة سجل خلالها هدفًا واحدًا. ليعود وينتقل من جديد، لكن هذه المرة إلى نادي أبويل في موسم 2017–18 ولمدة موسمين، مشاركًا في 26 مباراة سجل خلالها 10 أهداف. لينتقل بعدها إلى نادي أبولون ليماسول في موسم 2019–20 لمدة موسم واحد، مشاركًا في 14 مباراة سجل خلالها هدفًا واحدًا.

## الألقاب

### المنتخبات
أسبانيا تحت 19 سنة
- 2007: بطولة أوروبا تحت 19 سنة [4]

أسبانيا تحت 20 سنة
- 2009: ذهبية كرة القدم في دورة ألعاب البحر الأبيض المتوسط [5]

أسبانيا تحت 21 سنة
- 2011: بطولة أوروبا تحت 21 سنة

### الجوائز الفردية
- جائزة الحذاء الذهبي بـ 5 أهداف - كأس أمم إفريقيا 2024[6]

## روابط خارجية
- صفحة اللاعب الرسمية على موقع مايوركا
- إيميليو إنسوي على موقع الاتحاد الدولي (مؤرشف)  (الإنجليزية)
- إيميليو إنسوي على موقع الاتحاد الأوربي (الإنجليزية)
- إيميليو إنسوي على موقع قاعدة بيانات كرة القدم.إي يو (الإنجليزية)
- إيميليو إنسوي على موقع ناشيونال فوتبول تيمز (الإنجليزية)
- إيميليو إنسوي على موقع Soccerbase.com (لاعب) (الإنجليزية)
- إيميليو إنسوي على موقع Soccerway.com (الإنجليزية)
- إيميليو إنسوي على موقع عالم كرة القدم.نت (الإنجليزية)
- إيميليو إنسوي على موقع AS.com (الإسبانية)
- صفحة اللاعب على سوكرواي